# Chatakonda
Chatakonda é uma vila no distrito de Khammam , no estado indiano de Andhra Pradesh.

## Geografia
Chatakonda está localizada a 17° 33′ N, 80° 39′ L. Tem uma altitude média de 70 metros (229 pés).

## Demografia
Segundo o censo de 2001, Chatakonda tinha uma população de 2701 habitantes. Os indivíduos do sexo masculino constituem 50% da população e os do sexo feminino 50%. Chatakonda tem uma taxa de literacia de 55%, inferior à média nacional de 59,5%, sendo de 62% entre homens e 48% entre mulheres. 13% da população está abaixo dos 6 anos de idade.